# Fender Jag-Stang
Fender Jag-Stang är en gitarr-modell från Fender Musical Instruments Corporation som kombinerar egenskaper från modellerna Fender Jaguar och Fender Mustang.
Kurt Cobain i grungebandet Nirvana gav sin idé till Fender som konstruerade två stycken vänsterhandsgitarrprototyper. En av dem har Cobain själv spelat på. Cobain ska ha skickat tillbaka gitarren ett par gånger till Fender för modifiering. Till slut tog han den med sig på den europeiska In Utero-turnén 1994, men spelade sällan på den.
Gitarren har en single coil, och Humbucker-pickuper). Halsen är en exakt kopia av halsen på Mustang. Den började produceras hösten 1995, efter Kurt Cobains död. År 2005 slutade Fender att producera Jag-Stang-gitarren. Idag tillverkar Fender Jag-stangs i Japan.
Kurts Sonic-blåa gitarr skänktes till Peter Buck i gruppen R.E.M. av Courtney Love efter Cobains död. Man kan se Buck spela på den i musikvideon till låten "What's the Frequency, Kenneth?". Mike Mills, också från R.E.M., spelar på den live med låten Let me in.